# Sterkenburg
Sterkenburg est une ancienne commune néerlandaise, située dans la province d'Utrecht.
Issue d'une ancienne seigneurie autour du château de Sterkenburg, le village fut érigé en commune au début du XIXe siècle. De 1812 à 1818, Sterkenburg fut intégrée dans la commune de Driebergen. De nouveau indépendante à partir du 1er janvier 1818, la commune fut définitivement rattachée à Driebergen le 8 septembre 1857, désormais elle-même intégrée à la commune d'Utrechtse Heuvelrug.